# Kuryu Matsuki
Kuryu Matsuki (Muroran, 30 de abril de 2003) es un futbolista japonés. Juega de centrocampista y su equipo es el Southampton F. C. de la EFL Championship.

## Trayectoria
Nacido en Muroran, se formó como jugador las inferiores del Muroran Osawa FC. De cara a la temporada 2022, firmó por el F. C. Tokyo de la J. League. Disputó 31 encuentros de liga en su primer año, además ganó el premio al jugador joven del año de la AFC.
El 30 de julio de 2024 fue fichado por el Southampton F. C. con un contrato de cuatro años, aunque el primero de ellos fue prestado al Göztepe S. K.

## Selección nacional
Es internacional en categorías inferiores por Japón.

## Estadísticas
Actualizado al último partido disputado el 24 de mayo de 2025.
| Club                  | Div.          | Temporada     | Liga  | Liga  | Copas nacionales | Copas nacionales | Copas internacionales | Copas internacionales | Total | Total |
| Club                  | Div.          | Temporada     | Part. | Goles | Part.            | Goles            | Part.                 | Goles                 | Part. | Goles |
| --------------------- | ------------- | ------------- | ----- | ----- | ---------------- | ---------------- | --------------------- | --------------------- | ----- | ----- |
| F. C. Tokyo Japón     | 1.ª           | 2022          | 31    | 2     | 0                | 0                | —                     | —                     | 31    | 2     |
| F. C. Tokyo Japón     | 1.ª           | 2023          | 22    | 1     | 6                | 1                | —                     | —                     | 28    | 2     |
| F. C. Tokyo Japón     | 1.ª           | 2024          | 18    | 2     | 2                | 1                | —                     | —                     | 20    | 3     |
| F. C. Tokyo Japón     | Total club    | Total club    | 71    | 5     | 8                | 2                | 0                     | 0                     | 79    | 7     |
| Göztepe S. K. Turquía | 1.ª           | 2024-25       | 28    | 2     | 6                | 4                | —                     | —                     | 34    | 6     |
| Göztepe S. K. Turquía | Total club    | Total club    | 28    | 2     | 6                | 4                | 0                     | 0                     | 34    | 6     |
| Total carrera         | Total carrera | Total carrera | 99    | 7     | 14               | 6                | 0                     | 0                     | 113   | 13    |